# Guarani Futebol Clube
O Guarani Futebol Clube é uma agremiação esportiva brasileira da cidade de Campinas, interior do estado de São Paulo, e que apresenta como maior destaque uma conquista do Campeonato Brasileiro. Foi fundado em 2 de abril de 1911 por alguns jovens de ascendência italiana e um jovem de ascendência alemã. O nome do clube é uma homenagem à obra-prima do compositor Carlos Gomes, Il Guarany.
É conhecido popularmente como "Bugre" devido ao seu mascote. Manda suas partidas de futebol em seu estádio, o Estádio Brinco de Ouro da Princesa, cuja capacidade é para 20.580 espectadores. Seu maior rival é a Ponte Preta, sendo a partida entre as duas equipes conhecida como Dérbi Campineiro. Esta rivalidade é tida como a maior entre clubes de interior no Brasil.
Uma das mais tradicionais agremiações do interior de São Paulo, o Guarani conquistou, ao todo, 13 títulos campineiros entre as décadas de 1910 e 1950. No entanto, o clube viveria seus maiores momentos de glória entre a segunda metade da década de 1970 e ao longo da década de 1980. Sua maior conquista no futebol é o Campeonato Brasileiro de 1978, conquistado após derrotar o também paulista Palmeiras na fase final. Com o título, o Guarani se juntou ao Santos, do litoral de São Paulo, como as únicas equipes não pertencentes a uma capital a se tornarem campeãs nacionais e por ser o primeiro e único campeão brasileiro de interior no País.
O Bugre também conquistou o Campeonato Brasileiro Série B de 1981, foi por duas vezes finalista do Campeonato Brasileiro (em 1986 e 1987) e por outras duas do Campeonato Paulista (em 1988 e 2012). No plano internacional, a equipe campineira já participou por três vezes da Copa Libertadores da América, tendo feito sua melhor campanha na edição de 1979, quando alcançou a fase semifinal, tendo também participado da Copa Conmebol de 1995, sendo eliminado na primeira fase (oitavas de final).
Revelou jogadores de projeção mundial, como Careca, Amaral, Júlio César, Deco, Evair, Amoroso, Luisão, Mauro Silva, Neto, Edu Dracena, Elano, Renato, João Paulo e Jonas, além de ter tido em seu elenco jogadores nacionalmente destacados, como Zenon, Edílson, Ricardo Rocha, Jorge Mendonça, Djalminha e Neneca, entre outros.

## História

### Primórdios

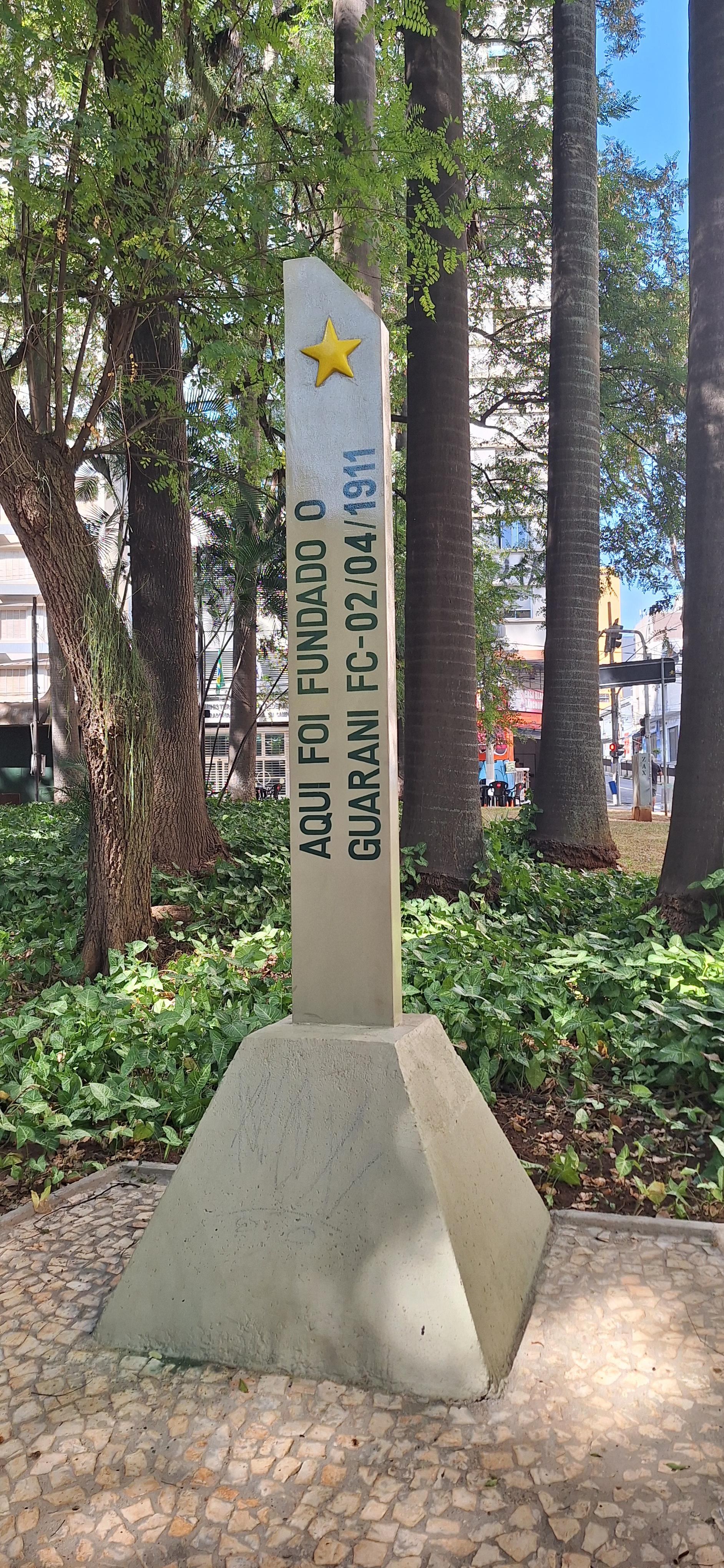
Local de fundação do clube, localizado na Praça Carlos Gomes em Campinas.

Time do Guarani Futebol Clube em 1914

O Guarani Futebol Clube foi fundado em 2 de abril de 1911 como Guarany Foot-Ball Club. Os 12 jovens, Vicente Matallo (18 anos, primeiro presidente) e Antonio de Lucca (16), os italianos Pompeo de Vito (15 anos), seu irmão Romeo Antonio de Vito (16), Angelo Panattoni (16), José Trani (16), Luiz Bertoni (19), José Giardini (18), Miguel Grecco (17), Julio Palmieri (16) e Hernani Felippo Matallo (16), além de Alfredo Seiffert Jaboby Junior (18), que era o único de família oriunda da Alemanha, se encontraram no dia 1 de abril de 1911, na Praça Carlos Gomes, quando escolheram o nome em homenagem à ópera Il Guarany de 1870 (título original em língua italiana. A tradução para a língua portuguesa é "O Guarani"), obra mais conhecida do maestro e compositor clássico, que é o filho mais ilustre da cidade de Campinas e deu nome a praça (Carlos Gomes), (ópera essa, baseada no livro de romance homônimo de José de Alencar).
A data de fundação oficial, no entanto, teria sido transferida para o dia seguinte, para evitar piadas em relação ao Dia da Mentira. 
O Guarani disputou a 1ª Divisão do Campeonato Paulista da APEA (Associação Paulista de Esportes Atléticos) de 1927 a 1931, com ótimas participações, passando depois a disputar os Campeonatos Amadores do Interior.
Depois da conquista de um vice-campeonato em 1943, o Guarani sagrou-se campeão do interior em 1944, sendo, em seguida, o primeiro clube do interior a ser campeão estadual amador, após superar os amadores da Sociedade Esportiva Palmeiras, campeões da capital.
Em 1946, foi, novamente, vice campeão do interior. Somente em 1947 tornou-se profissional, juntamente com outros clubes do interior que passaram a ter esse direito.

Membros da diretoria do clube em 1962, dentre eles os fundadores Pompeo de Vito, Vicente Matallo e José Giardini.

Em 1948, o XV de Piracicaba foi o primeiro campeão da divisão de acesso (2ª Divisão de Profissionais). O Guarani foi o segundo clube interiorano a chegar ao campeonato principal, ao vencer o campeonato da segunda divisão de 1949.
Em 1954, cedeu o primeiro jogador para uma Seleção Brasileira de Futebol, Fifi, que participou do Campeonato Sul Americano Juvenil na Venezuela. Em 1956, o goleiro Paulo Martorano foi o primeiro jogador do clube a ser convocado para a Seleção Brasileira Principal, sendo reserva de Gilmar nos 5 jogos do Campeonato Sul Americano (atual Copa América), disputado em Montevidéu, no Uruguai.
Em 1963, o Guarani teve novamente atletas convocados para a Seleção Brasileira principal: Tião Macalé, Oswaldo, Amauri Silva e Hilton Vaccari, que jogaram o Campeonato Sul Americano daquele ano, na Bolívia.
Os primeiros troféus da era profissional foram os do Torneio Início dos campeonatos paulistas de 1953, 1954 e 1956, a Taça dos Invictos da Gazeta Esportiva em 1970, o II Troféu Folha de S.Paulo, pelo tricampeonato do interior em 72-73-74, e a Taça Almirante Heleno Nunes (referente à conquista do primeiro turno do Campeonato Paulista) em 1976.

### O Guarani de 1978

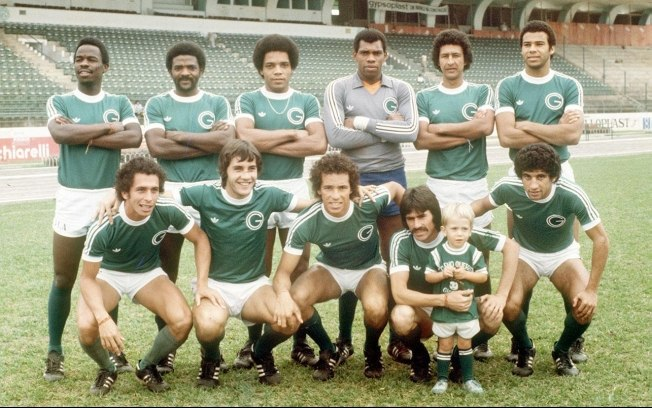
O time-base do Guarani de 78.
Em pé: Miranda, Zé Carlos, Mauro Cabeção, Neneca, Édson e Gomes.
Agachados: Capitão, Renato, Careca, Zenon e Bozó.

O Campeonato Brasileiro de 1978 – IV Copa Brasil, contou com 74 clubes, que na primeira fase foram divididos em 6 grupos, sendo 4 grupos com 12 times e 2 grupos com 13 times, classificando-se para a segunda fase os 6 primeiros de cada grupo. Formando 36 times, divididos em 4 grupos de 9, classificando-se para o primeiro turno da fase final, os 6 primeiros de cada grupo, mais o 1º colocado de cada grupo da fase preliminar, classificados numa repescagem, juntamente com o melhor 2º colocado, mais o São Paulo, campeão do ano anterior, que caso ficasse entre os 6 primeiros colocados do seu grupo na fase preliminar, abriria uma vaga para o melhor 7º colocado entre os 4 grupos com 12 times. As vitórias por 3 gols ou mais de diferença valiam 3 pontos.
O Campeonato se arrastou por quatro meses durante a primeira, a segunda fase e o 1º turno da fase final, no 1º turno da fase final os 32 times foram divididos em 4 grupos de 8 times. Classificando para o 2º turno da fase final os dois primeiros de cada grupo.
Com tantos times participando, o nível técnico foi muito fraco, com um público mais interessado na Copa do Mundo da Argentina, que foi disputada paralelamente a segunda fase, durante o mês de junho, terminando no dia 25, com a final Argentina 3 a 1 Holanda.
Até que o Campeonato chegou no segundo turno da fase final, onde em apenas três semanas, seis rodadas emocionantes com os times jogando completos com a volta dos jogadores convocados definiriam o Campeão Brasileiro.
O critério do 2º turno da fase final foi de partidas de ida-e-volta, com partidas nos dois campos, no caso de empate por pontos ganhos, após dois jogos vale o saldo de gols referente às duas partidas.
Persistindo a igualdade, considerava-se:
1. Maior número de pontos no Campeonato
2. Maior número de vitórias no Campeonato
3. Maior saldo de gols no Campeonato
4. Maior número de gols no Campeonato
5. Sorteio

Um time técnico, que foi melhorando de produção durante o transcorrer do Campeonato, que começou a disputa sendo derrotado na estreia em casa para o Vasco da Gama por 3 a 1 e depois só perdeu mais uma vez na 1ª fase, para o Volta Redonda, fora de casa, por 2 a 0. Aplicou duas goleadas em casa, contra o Confiança por 5 a 0 e para o Itabuna da Bahia por 7 a 0 e entre esses dois jogos, venceu a Ponte Preta também em casa por 2 a 1. Encerrando a fase em 5º colocado no grupo, com 16 pontos, cinco vitórias (nenhuma fora de casa), quatro empates (todos fora) e apenas duas derrotas.
Na 2ª fase o time teve mais dificuldades, após a primeira vitória fora de casa para o Brasília por 3 a 0, sofreu uma incrível goleada, logo no terceiro jogo, para o Remo por 5 a 1, fora de casa, em uma tarde inspirada de Bira, mas superou um início de crise vencendo bem o Caxias por 3 a 0 no Brinco de Ouro, e só perdendo mais um jogo nessa fase para a Portuguesa por 2 a 0 fora de casa, fechando sua pior fase com três vitórias, três empates e duas derrotas, ficando em 4º colocado no seu grupo.
No primeiro turno da fase final o time embalou, vencendo logo de cara o Sport Club Internacional, em Porto Alegre, por 3 a 0 e faturando 3 pontos, no segundo jogo um empate com o Goiás em 1 a 1, fora de casa, e depois quatro jogos sucessivos no Brinco de Ouro e quatro vitórias, viajando depois para o Paraná, já classificado, para mais uma vitória contra o Londrina por 1 a 0, terminando o primeiro turno da fase final como 1º colocado do seu grupo, com 15 pontos.
Começa o segundo turno da fase final contra o Sport, que acabou o primeiro turno da fase final em 2º lugar no seu grupo, com o mesmo número de pontos que a Ponte Preta, mas se classificou por ter quatro vitórias, duas a mais que a AAPP.

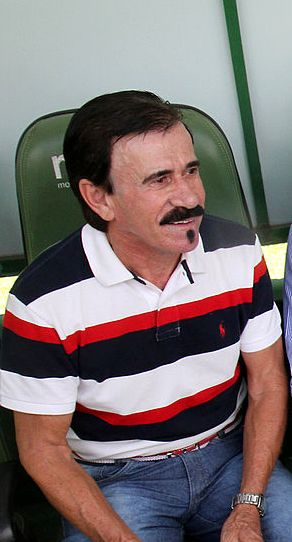
Zenon

No primeiro jogo em Recife, Zenon abre o placar cobrando pênalti aos 19 min. do 1º tempo, aos 30 minutos do 2º tempo, Neneca despacha para a frente a bola cruza o meio campo, a bola pinga pela primeira vez no campo de ataque e pela segunda vez já no interior da área do Sport, antes de pingar pela terceira vez, Capitão alcança e com um toque da um chapéu no zagueiro do Sport, com mais um toque, tira do mesmo zagueiro e ajeita para chutar na saída do goleiro Gilberto do Sport, fazendo 2 a 0 para o Guarani. No segundo jogo, em Campinas, o Bugre não toma conhecimento do adversário, logo aos 10 minutos do 1º tempo, Zenon toca para Zé Carlos, que toca para Miranda, que estava penetrando pelo meio da zaga do Sport, e com apenas um toque, fica na cara do goleiro do Sport, só tocando na saída do goleiro para marcar 1 a 0.
No início do 2º tempo, Mauro pela direita, faz a volta no lateral esquerdo do Sport, vai para a linha de fundo e perto do pau de escanteio cruza para a área, Careca divide com o goleiro e mais dois zagueiros do Sport, a bola sobra na direita para Capitão chutar cruzado e marcar o segundo gol.
Dez minutos depois, Renato sai jogando e lança Capitão, que entrando pelo meio, da um toque, e encobre o goleiro do Sport marcando o terceiro gol. Já quase no final, Renato vêm conduzindo pelo meio de campo, e mesmo levando falta, toca para Careca na direita que penetrando devolve no meio da pequena área para Renato tocar e fazer o quarto gol do Bugre.
O jogo termina com o Guarani goleando por 4 a 0, com direito a invasão de campo pela torcida, para a comemoração, era o Bugre classificado, tendo que enfrentar o Vasco da Gama, do almirante Heleno Nunes, presidente da CBD e que tinha a vantagem, com 50 pontos contra os 46, do Guarani.
Em Campinas, o Vasco da Gama bastante desfalcado, sem quatro titulares, se planta na defesa. Aos 48 minutos do primeiro tempo, Bozó cruza, Orlando tenta cortar e acaba marcando contra. No início do segundo tempo, Zenon lança Capitão que penetra e cruza para Renato, que entra pelo meio, tocar no canto de Mazarópi, com calma o Guarani vence por 2 a 0.
No Maracanã, cerca de 3 mil torcedores do Guarani estão presentes, para um público de 101 mil pagantes, o Guarani faz um gol logo no começo, Neneca despacha, a bola cruza o meio campo, Marco Antônio cabeceia, a bola bate nas costas de Careca e sobra para Renato, que avança e toca entre Guina e Marco Antônio, para Bozó, que deixa de calcanhar para Careca, que com um toque sai do marcador e o deixa no chão, com outro toque, sai de Orlando, Careca vai chutar, mas no último instante, troca de pé e ajeita para Zenon, que vem de traz acertar um tirombaço de fora da área no ângulo de Mazarópi. Terminando o primeiro tempo em vantagem.
No segundo tempo, aos 20 minutos, Zenon de novo, cobrando falta, no ângulo, sem defesa, fazia o segundo gol; aos 37 minutos, Dirceu diminui para o Vasco. Terminado o jogo, o Guarani está na final.
O primeiro jogo da final contra o Palmeiras acontece no Morumbi, com um público de 104.526 torcedores (99.829 pagantes), segundo os jornais de Campinas, saíram 343 ônibus da cidade, mais um grande número de carros particulares, rumo ao Morumbi, juntando-se a um grande número de torcedores na Capital. Foi um jogo nervoso com seis cartões amarelos, entre eles, Zenon que tomou o 3º da série, e ficava de fora da decisão.
A expulsão de Emerson Leão aos 25 minutos do segundo tempo, após uma agressão em Careca, que resultou em pênalti. Como o Palmeiras já tinha feito as duas substituições permitidas na época, Escurinho, que tinha entrado no lugar de Sílvio, vai para o gol.
Zenon cobra o pênalti rasteiro no canto direito, convertendo aos 31 minutos do segundo tempo, terminando o jogo com o Placar de 1 a 0 para o Bugre.
Final de Campeonato no Brinco de Ouro em Campinas, dia 13 de agosto de 1978, no final do primeiro tempo, depois que Gomes atrasa uma bola para Neneca, o goleiro bate a bola no interior da área e despacha para a frente, a bola resvala na cabeça de Capitão e vai para o interior da área do Palmeiras seguida por Beto Fuscão e Careca, o centroavante do Guarani consegue com um toque roubar a bola que vai na esquerda para Bozó, que fecha e chuta, Gilmar rebate com o pé esquerdo, Careca entra certeiro, chuta rasteiro no canto direito de Gilmar, marcando 1 a 0 para o Guarani aos 37 minutos do 1º tempo.
Terminando o jogo, o Guarani, do técnico Carlos Alberto Silva, é campeão brasileiro de 1978, uma façanha inédita no nosso futebol. Pela primeira vez, um time do interior conquista este título.

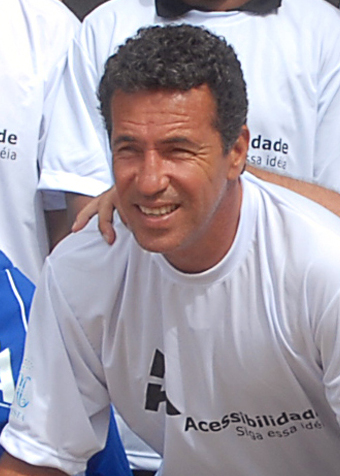
Careca

Zenon e Careca foram os artilheiros do time com 13 gols, num time onde só Neneca, Édson e Zé Carlos não marcaram gol.
Os artilheiros do Campeonato foram Paulinho do Vasco da Gama com 19 gols, Toninho do Palmeiras com 18 e Dé do Botafogo-RJ com 16 gols.
O Guarani de 1978 foi um time essencialmente competitivo, solidário em campo, sem se descaracterizar tecnicamente, sem que seus jogadores perdessem a liberdade de criação e de movimentação em campo, conseguindo sucesso pela livre ação dos seus jogadores em campo, mostrando um grande futebol.
Teoricamente, o time jogava num 4-3-3, mas era difícil perceber essa esquematização, com um entendimento muito bom no meio campo, com Zé Carlos e Zenon sempre se revezando em suas funções, sendo as vezes difícil dizer quem era o volante e quem era o armador, mudando de posição de acordo com a marcação e o esquema do adversário, as vezes o time jogava num 4-2-4, diferente do esquema clássico, pela mobilidade do time, com uma linha de quatro zagueiros, Zé Carlos e Zenon no meio campo, e quatro atacantes, com Renato voltando para buscar jogo, os pontas Capitão e Bozó também se empregavam no combate.

### Pós 78 e Atualidade
Foi ainda vice-campeão do Torneio dos Campeões em 1982, torneio nacional patrocinado e organizado pela C.B.F., quando perdeu a final no Maracanã por 2 a 1 para o América F. C. do Rio de Janeiro.
O time chegaria ainda a dois vice-campeonatos brasileiros, em 1986 (em uma final inesquecível contra o São Paulo, decidida após uma prorrogação e disputa de pênaltis) e em 1987, contra o Sport. No ano seguinte (1988) foi vice campeão Paulista, sendo batido pelo Corinthians na prorrogação da 2ª partida.
O Bugre foi um dos 20 membros do Clube dos 13, instituição que congregou até 2011 os principais clubes de futebol do Brasil.
O Guarani, depois de ter passado por uma crise financeira seríssima, em 2011, chegou a estar entre os últimos colocados na Série B e ficou sem pagar salários aos jogadores durante 5 meses. Mesmo assim superou a crise, não caindo para a Série C. Recuperado da turbulência, montou um time forte e sagrou-se vice-campeão do Campeonato Paulista de 2012.
Porém, em 2013, amargou o nono rebaixamento em 12 anos, sendo o quarto rebaixamento para a Série A2 do Campeonato Paulista. 

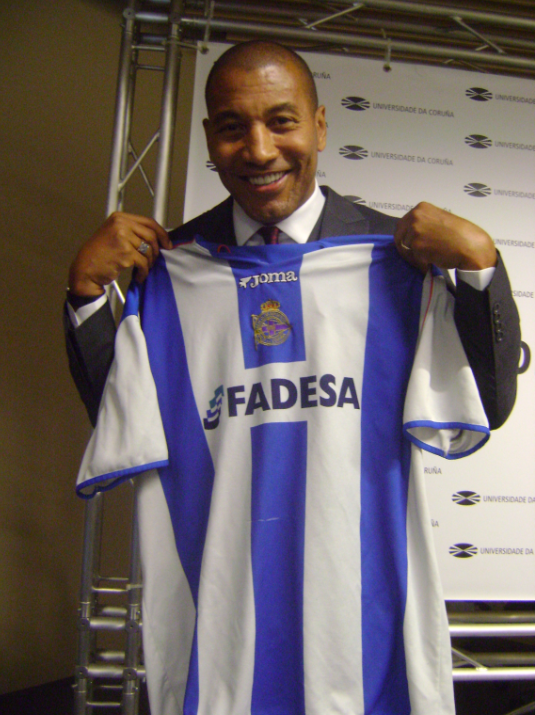
Mauro Silva, jogador do Guarani entre 1986 e 1989

O Guarani disputou a Série C do Campeonato Brasileiro de 2013 a 2016. Sem fazer grandes campanhas na terceira divisão nacional (onde sequer avançava à segunda fase) e brigar contra o descenso à Série D, o time montou um forte elenco em 2016 e contratou o técnico Marcelo Chamusca. Com isso, o time liderou seu grupo (Grupo B), fazendo a melhor campanha da primeira fase e avançando às quartas de final, onde superou o ASA de Arapiraca e avançou às semifinais, garantindo o acesso à Série B do Campeonato Brasileiro de 2017. Nas semifinais, o Guarani fez história contra o ABC de Natal. No jogo de ida no Frasqueirão (casa do adversário), o Guarani foi goleado por 4 a 0 e parecia que o sonho de chegar à final tinha sido em vão. Mas, no jogo de volta, em casa, precisando vencer por cinco gols de diferença para se classificar, o Bugre fez mais e reverteu o que parecia impossível e goleou o ABC por 6 a 0, numa das maiores viradas da história do futebol brasileiro, classificando-se para a final contra o Boa Esporte, terminando como vice-campeão.
Em 2018, o Guarani retornou a divisão de elite do Campeonato Paulista em 2019 sagrando-se campeão paulista da Série A2 contra o Oeste. Em jogo único no Estádio Brinco de Ouro, o clube venceu por 4 a 0, conquistando seu 2º título nessa competição. Com a conquista do título, o Guarani também habilitou-se para disputar a Copa do Brasil de 2019.
Em 2019, caiu na primeira fase do Paulistão, mas fez uma boa campanha na Série B, terminando no 9° lugar, e quase conquistando o acesso para a elite do futebol brasileiro.
Em 2020, o Bugre busca manter o momento e, mesmo amargando outra eliminação na primeira fase do Paulista, começa bem a disputa da Segunda Divisão. Porém, um surto de COVID-19 acaba prejudicando o elenco alviverde, que declina de produção e acaba apenas em 13°.
No ano de 2021, o Guarani se classifica para as quartas de final do Paulista pela primeira vez em 9 anos, mas cai perante o Mirassol. Na Série B, o time briga até o fim pela vaga no G-4, mas perde as chances de acesso na última rodada, terminando na sexta posição.
Em 2024, foi rebaixado novamente para a Série C já na 36ª rodada da Série B. Desde 2001 o Bugre caiu quatro vezes na Série A1 do Paulista (2001, 2006, 2009 e 2013), uma vez no Torneio Rio-São Paulo (2002), duas vezes na Série A do Campeonato Brasileiro (2004 e 2010) e três vezes na Série B do Campeonato Brasileiro (2006, 2012 e 2024).

## Símbolos

### Cores
Por ocasião da fundação, em 1911, os fundadores optaram pelas cores branca, para simbolizar a luz do dia, e verde para simbolizar o gramado. Em 13 de fevereiro de 1916 o Alviverde enfrentou a Ponte Preta e venceu por 2 a 0, usando pela primeira vez a sua tradicional camisa verde.

### Escudos
| Evolução do Escudo do Guarani Futebol Clube | Evolução do Escudo do Guarani Futebol Clube | Evolução do Escudo do Guarani Futebol Clube | Evolução do Escudo do Guarani Futebol Clube | Evolução do Escudo do Guarani Futebol Clube | Evolução do Escudo do Guarani Futebol Clube |
| 1911                                        | 1916                                        | 1923                                        | 1927 – 1928                                 | 1929 – 1938                                 | 1938 – 1942                                 |
| 1942 – 1948                                 | 1949 – 1981                                 | 1981 – 1999                                 | 2000 – 2007                                 | 2007 – 2013                                 | 2014 – Presente                             |
| ------------------------------------------- | ------------------------------------------- | ------------------------------------------- | ------------------------------------------- | ------------------------------------------- | ------------------------------------------- |

O primeiro escudo do clube não chegou a ser estampado no uniforme. Possuia uma bola na parte de cima e ainda contava com a data de aniversário do clube, as iniciais G F B C (Guarany Foot-Ball Club) e com uma referência à cidade de Campinas. Já o primeiro escudo utilizado em uma camisa do Guarani é de 1916, e possuía uma grande letra G no centro do símbolo.
Em 1923, na inauguração do primeiro estádio do Guarani, foi apresentado um novo escudo. Entre 1927 e 1928, aparece o primeiro escudo circular. Entre 1929 e 1938, o Guarani usou um escudo bem próximo do atual. Entre 1938 e 1942, o Guarani utiliza o escudo que era combinação do escudo de 1916 com o de 1927, alterando seu uso com o escudo anterior.
Entre 1942 e 1948 o escudo foi simplificado para um "G" ovalado, inserido em um círculo. Entre 1949 e 1981, o "G" foi arredondado dentro do círculo, sendo que de 1975 a 1981, havia um "GUARANI", abaixo do escudo, e de 1979 a 1981, uma estrela dourada sobre o escudo.
Entre 1981 e 2000 o Guarani volta adotar o escudo completo, sendo que de 1982 à 1996, haviam duas estrelas sobre o escudo: Uma dourada e outra prateada. De 1996 a 2000, apenas a estrela dourada foi adotada.
Entre 2001 e 2007 o escudo ganha mais uma borda, fica com o fundo verde e com a escrita branca, tanto na camisa verde, quanto na camisa branca.
Em 2007, a estrela dourada volta e em vez da letra "F." abreviada, passa a ser escrita a palavra "FUTEBOL".

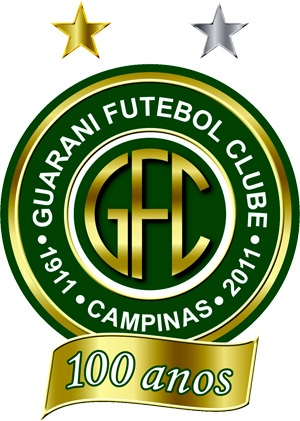
Escudo especial do centenário do clube em 2011.

A partir de 2011, o Guarani passou a atuar com camisas alusivas ao seu centenário, com o escudo feito especialmente para a esse marco histórico. O "GFC" do escudo recebe um tom dourado, o círculo menor recebe um filete dourado, e, o círculo maior, muda de branco para dourado. Abaixo do escudo, recebe uma faixa dourada, onde aparece a inscrição "100 anos", em branco com filete verde.
Após o Campeonato Paulista de Futebol de 2012 - Série A1, o Guarani volta a utilizar o escudo de 2007, anterior ao do Centenário.
A partir de 2014, buscando seguir o manual de identidade do clube e padronizar a marca, o Guarani passa a atuar com o modelo de escudo aplicado nos anos 80, havendo maior proporcionalidade entre as letras "GFC", e fidelidade à sua cor de fundação.

### Hino
O hino oficial do Guarani Futebol Clube foi composto pelo jornalista e compositor Oswaldo Guilherme, em parceria com Augusto Duarte Ribeiro, torcedor apaixonado pelo clube. A criação do hino ocorreu em 1976, após a iniciativa do então presidente Leonel Martins de Oliveira, que delegou aos integrantes do Departamento Social do clube, Antonio Carlos Milanês e Hermógenes de Freitas Leitão Filho, a missão de encontrar um compositor para criar o "grito de guerra" bugrino.
Antes da composição, os conselheiros do clube contribuíram com sugestões de frases e palavras que representavam a identidade do Guarani. A junção dessas ideias com a criatividade da dupla resultou na versão final do hino, que rapidamente se tornou um símbolo da paixão bugrina.
O hino do Guarani foi estreado em 8 de agosto de 1976, durante uma partida contra o Palmeiras, pelo Campeonato Paulista, realizada no estádio Brinco de Ouro. O jogo terminou empatado em 2 a 2, com gols de Flecha e Zenon pelo Guarani e Jorge Mendonça, duas vezes, pelo Palmeiras, que contava com craques como Emerson Leão e Ademir da Guia.
Além de sua relevância histórica, o hino do Guarani recebeu reconhecimento nacional ao ser eleito o mais belo entre os clubes de futebol participantes de um concurso realizado no estado do Mato Grosso.

## Estádios
O Guarani utilizou por cerca de dois anos o Ground da Villa Industrial, um campo de terra cedido pelo poder público. No ano de 1913, começou a alugar junto ao S. C. Commercial um campo de futebol situado no bairro Guanabara, popularmente conhecido como "Ground do Guanabara".
Pouco tempo depois, o Commercial encerrou suas atividades e o Guarani obteve uma permissão de uso gratuito com a família proprietária do terreno. Lá, treinou até o ano de 1920, quando após infrutíferas negociações do presidente Carmine Alberti com a prefeitura na tentativa de receber em doação um espaço de terra onde pudesse construir um estádio, decidiu reunir esforços para a compra daquela área do bairro Guanabara.
O associado Egídio de Sousa Aranha teve papel importantíssimo na história do Guarani, pois conseguiu convencer a proprietária, sua tia Isolethe Augusta de Souza Aranha, a vender o terreno, de cerca de 20 000 metros quadrados, a um preço irrisório de 900 réis o metro.

Pastinho, primeiro estádio do Guarani, em foto de 1952

Logo foi nomeada uma "Comissão Pró Estádio", presidida por João Pereira Ribeiro, e que desenvolveu todos os tipos de promoções para a arrecadação de fundos. Finalmente, em 15 de julho de 1923, foi inaugurado o primeiro estádio de futebol de Campinas, chamado de: "Estádio do Guarany", apelidado de Pastinho.
Para a inauguração, o Bugre convidou o principal clube do futebol paulista na fase amadora , o Club Athletico Paulistano, com Friedenreich e muito mais. O Guarani venceu a partida inaugural por 1 a 0, gol de Zequinha. A escalação do Guarani na histórica partida: Pacheco, Joca e Tavares; Deputado, Juca e Joaquim; Miguel, Zéquinha, Barbanera, Nerino e Pilla.
O Pastinho passou por várias reformas e ampliações, servindo ao clube até 1953. Nele, o Guarani recepcionou alguns dos maiores times do país, tendo, ali, mandado seus jogos pelos campeonatos paulistas de 1927, 1928, 1929, 1930, 1931, 1950, 1951 e 1952.
Com a chegada do profissionalismo ao interior, em 1947, o Guarani passou a ter um sério problema. O Estádio localizado na Rua Barão Geraldo de Resende, no Guanabara, já não comportava o Clube, e a Federação Paulista de Futebol prometia criar a "Divisão de Acesso", dando chances aos principais clubes do interior a ingressar em seu Campeonato Paulista, sendo que todos tinham certeza de que o Bugre logo aproveitaria essa oportunidade. Neste caso, criaram uma Comissão liderada por Antônio Carlos Bastos para estudar as alternativas possíveis. Depois de polêmica, foram descartadas as possibilidades de nova reforma ou ampliação do antigo estádio. O Guarani precisava partir para uma área maior, ainda que não tão próxima ao Centro da cidade.
Surgiu, então, a Sociedade de Imóveis e de Administração Ltda., que propôs a troca do terreno do bairro Guanabara por uma área de 50 400 metros quadrados na chamada Baixada do Proença, pagando, ainda, ao clube, em parcelas, dois milhões de cruzeiros. Faria também a sondagem e a terraplenagem do novo terreno. O negócio foi, então, concretizado.
Enquanto a equipe de futebol disputava a Divisão de Acesso de 1948, a Comissão Pró Estádio e os arquitetos Ícaro de Castro Melo e Oswaldo Correa Gonçalves desenvolviam seus estudos. O clube conseguiu junto à Imobiliária Paraíso a doação de uma área de 19 405 metros quadrados, anexa à negociada, e Arlindo de Sousa Lemos doou mais 2 920 metros quadrados. Definiu-se no projeto original que o estádio teria capacidade para 29 000 pessoas e seria construído em etapas.

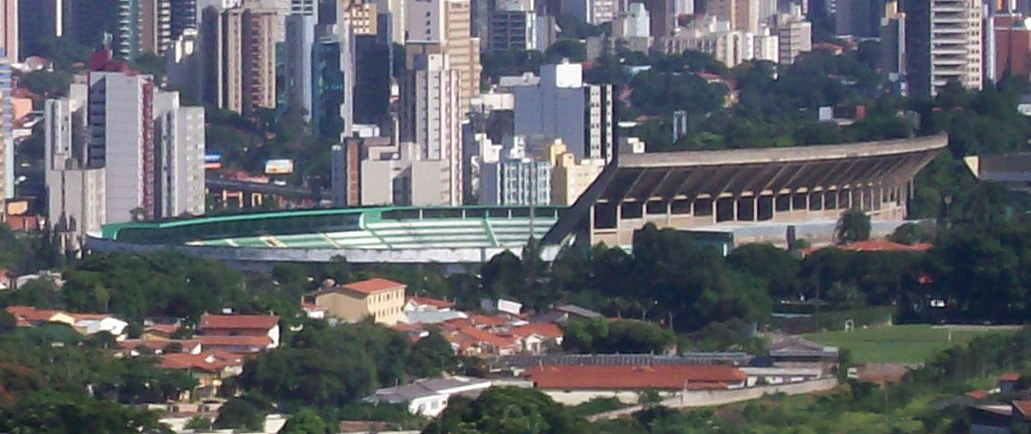
Vista aérea do Estádio Brinco de Ouro da Princesa

Após uma ampla campanha de arrecadação de fundos feita entre seus torcedores, o Guarani construiu o estádio Brinco de Ouro da Princesa, inaugurado em 31 de maio de 1953 com uma partida com o Palmeiras, que acabou sendo derrotado pelo time de Campinas pelo placar de 3 a 1. Alguns anos depois passou a ser construído em torno do estádio um vasto clube social. Graças à estrutura criada, a equipe passou a se destacar nos campeonatos profissionais.

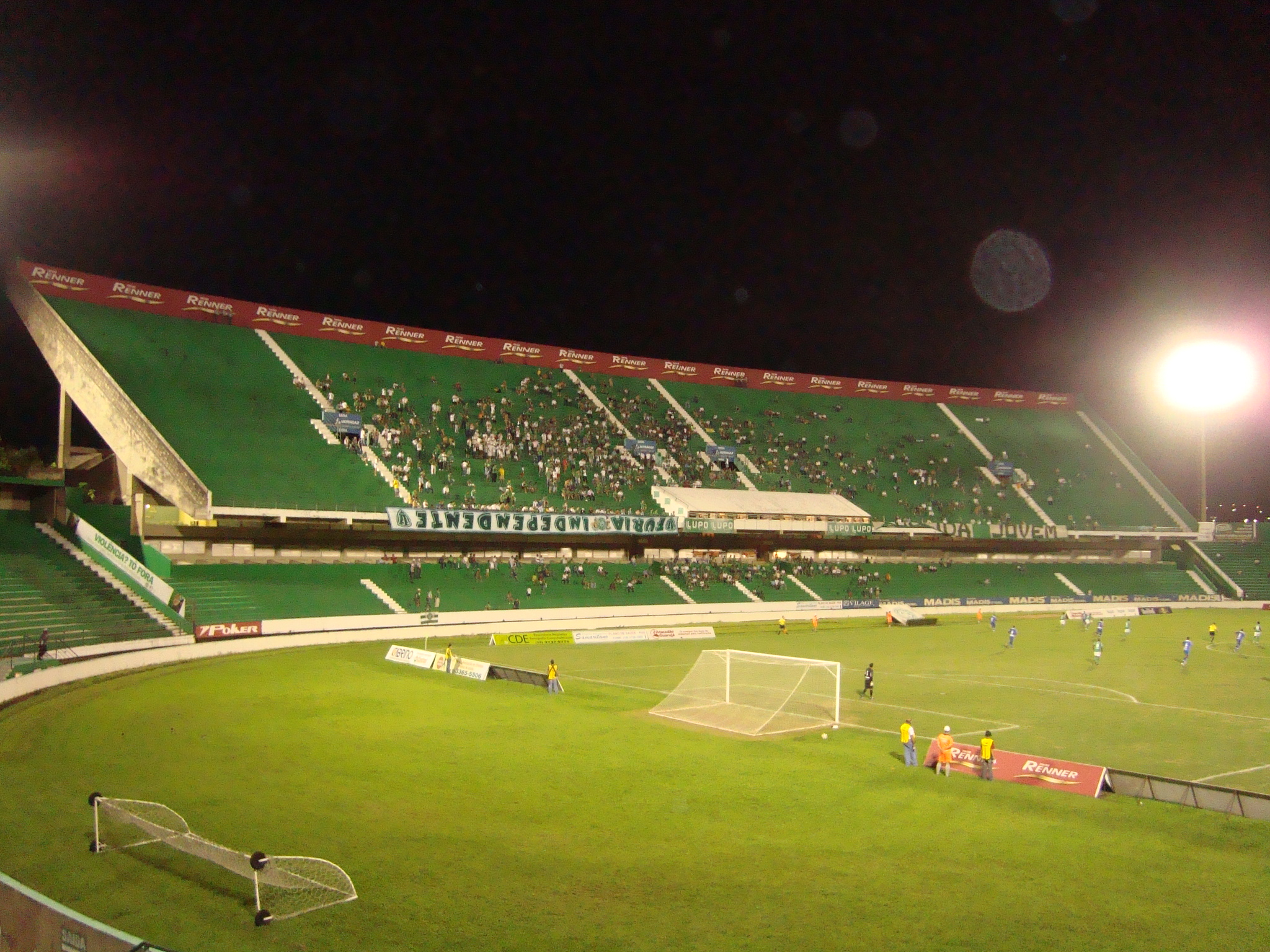
Vista interna do "tobogã" do estádio

Mesmo antes da construção do "tobogã", em 1979/80, o Brinco de Ouro chegou a receber 34 513 torcedores presentes no jogo contra o Fluminense, em partida válida pelo Campeonato Brasileiro de 1975, no dia 26 de novembro.
O recorde, com o "tobogã", foi de 52 002 pagantes, na semifinal do Brasileiro de 1982, contra o Flamengo, em 15 de fevereiro de 1982.
Em 5 de maio de 1990, jogaram, no Brinco de Ouro, as seleções de Brasil e Bulgária, com público de 51 720 torcedores.
Hoje, o estádio tem capacidade para 29 130 espectadores, de acordo com as novas regras de acomodação, baseadas no Estatuto do Torcedor e nas normas da FIFA.

## Títulos Oficiais
| NACIONAIS | NACIONAIS                       | NACIONAIS | NACIONAIS                 |
|           | Competição                      | Títulos   | Temporadas                |
| --------- | ------------------------------- | --------- | ------------------------- |
|           | Campeonato Brasileiro           | 1         | 1978                      |
|           | Campeonato Brasileiro - Série B | 1         | 1981                      |
| ESTADUAIS |                                 |           |                           |
|           | Competição                      | Títulos   | Temporadas                |
|           | Campeonato Paulista - Série A2  | 4         | 1932, 1944, 1949 e 2018   |
| TOTAL     |                                 |           |                           |
|           | Conquistas                      | Títulos   | Categorias                |
|           | Títulos oficiais                | 6         | 2 Nacionais e 4 Estaduais |

Aqui será listado apenas títulos de âmbito oficial com chancela da CBF.
Nota: - Por não serem títulos oficiais, o Torneio Início mesmo tendo sido realizado pela Federação Paulista de Futebol (FPF), as partidas não eram nos padrões oficiais de uma partida estabelecidas pela International Football Association Board (IFAB) no documento Laws of the Game.

### Categorias de base
|  | Competição                              | Títulos | Temporadas              |
|  | --------------------------------------- | ------- | ----------------------- |
|  | Campeonato Paulista de Aspirantes       | 3       | 1988, 1996 e 1998       |
|  | Copa São Paulo de Futebol Júnior        | 1       | 1994                    |
|  | Campeonato Paulista de Futebol Sub-20   | 4       | 1975, 1986, 1991 e 1994 |
|  | Campeonato Paulista de Futebol - Sub-15 | 1       | 1982                    |
|  | Campeonato Paulista de Futebol - Sub-13 | 1       | 1990                    |

### Campanhas de destaque
| - 1912 – Vice-campeão campineiro - (Liga Operária de Foot-Ball Campineira) - 1916 – Campeão campineiro - AFC (Associação de Foot-Ball Campineira) - 1919 – Campeão campineiro - AFC - 1920 – Bicampeão campineiro - AFC - 1921 – Vice-campeão regional (Zona Paulista) - APEA (Assoc. Paulista de Esportes Athleticos) - 1926 – Campeão regional (2ª Região) - APEA - 1928 – Vice-campeão do Torneio-Início do Campeonato Paulista - APEA - 1932 – Campeão regional (Série Campineira) - APEA - 1938 – Campeão campineiro - LCF (Liga Campineira de Futebol) - 1939 – Bicampeão campineiro - LCF - 1941 – Campeão campineiro - LCF - 1942 – Bicampeão campineiro - LCF - 1943 – Tricampeão campineiro - LCF - 1943 – Vice-campeão Amador do Interior - FPF (Federação Paulista de Futebol) - 1944 – Campeão Amador do Interior - FPF - 1944 – Campeão Amador do Estado - FPF - 1945 – Campeão campineiro - LCF - 1946 – Vice-campeão Amador do Interior - FPF - 1946 – Bicampeão campineiro - LCF - 1949 – Campeão Paulista da 2ª Divisão de Profissionais - FPF - 1953 – Campeão campineiro - LCF (com equipe secundária) - 1953 – Campeão do Torneio Início do Campeonato Paulista - FPF - 1954 – Bicampeão do Torneio Início do Campeonato Paulista - FPF - 1956 – Campeão do Torneio Início do Campeonato Paulista - FPF - 1957 – Campeão campineiro - LCF (com equipe secundária) | - 1957 – Vice-campeão do Torneio Início do Campeonato Paulista - FPF - 1966 – Vice-campeão do Torneio João Mendonça Falcão de 1966 - 1969 – Vice-campeão do Torneio Início do Campeonato Paulista - FPF - 1970 – Detentor em definitivo da "Taça dos Invictos" de A Gazeta Esportiva - 1970 – Campeão - Torneio de classificação para 1970 (Paulistinha) - FPF - 1970 – Bicampeão - Torneio de classificação para 1971 - FPF - 1974 – Detentor em definitivo do II Troféu Folha de S.Paulo (tricampeão do interior 72/73/74) - 1976 – Campeão do 1º turno do Campeonato Paulista (Taça Almte. Heleno Nunes) - 1978 – Campeão do Campeonato Brasileiro - Série A - CBD - 1979 – Quarto lugar na Taça Libertadores da América - 1981 – Campeão da Taça de Prata (Campeonato Brasileiro Série B) - CBF - 1982 – Vice-campeão do Torneio dos Campeões do Brasil - CBF - 1982 – Terceiro lugar no Campeonato Brasileiro Série A - CBF - 1986 – Vice-campeão Brasileiro - CBF - 1987 – Vice-campeão Brasileiro - CBF (Houve em paralelo a "Copa União", promovida pelo "Clube dos 13") - 1988 – Vice-campeão Paulista - FPF - 1991 – Vice-campeão Brasileiro da Série B - CBF - 1994 – Terceiro lugar no Campeonato Brasileiro Série A - CBF - 2004 – Vice-campeão Copa Estado de São Paulo - FPF - 2008 – Vice-campeão Brasileiro da Série C - CBF - 2009 – Vice-campeão Brasileiro da Série B - CBF - 2011 – Vice-campeão Paulista Série A2 - FPF - 2012 – Vice-campeão Paulista - FPF - 2016 – Vice-campeão Brasileiro da Série C - CBF - 2018 – Campeão Paulista da Série A2 - FPF |

## Estatísticas
|  | Participações em 2025 |

| Competição    | Competição            | Temporadas           | Melhor campanha                   | Estreia | Última | A | R |
| São Paulo     | Campeonato Paulista   | 72                   | Vice-campeão (1988 e 2012)        | 1927    | 2025   |   | 3 |
| São Paulo     | Série A2              | 11                   | Campeão (1932, 1944, 1949 e 2018) | 1947    | 2018   | 3 | – |
| Brasil        | Campeonato Brasileiro | 29                   | Campeão (1978)                    | 1973    | 2010   |   | 3 |
| Brasil        | Série B               | 18                   | Campeão (1981)                    | 1981    | 2024   | 4 | 3 |
| Brasil        | Série C               | 7                    | Vice-campeão (2008 e 2016)        | 2007    | 2025   | 2 | – |
| Brasil        | Copa do Brasil        | 18                   | Oitavas de final (5 vezes)        | 1989    | 2022   |   |   |
|               | Copa Libertadores     | 3                    | 4° colocado (1979)                | 1979    | 1988   |   |   |
| Copa CONMEBOL | 1                     | Primeira fase (1995) | 1995                              | 1995    |        |   |   |

### Campanhas de destaque
| Guarani Futebol Clube           | Guarani Futebol Clube | Guarani Futebol Clube | Guarani Futebol Clube      | Guarani Futebol Clube      |
| Torneio                         | Campeão               | Vice-campeão          | Terceiro colocado          | Quarto colocado            |
| ------------------------------- | --------------------- | --------------------- | -------------------------- | -------------------------- |
| Copa Libertadores da América    | Não possui            | Não possui            | Não possui                 | 1 (1979)                   |
| Campeonato Brasileiro - Série A | 1 (1978)              | 2 (1986, 1987)        | 2 (1982, 1994)             | Não possui                 |
| Torneio dos Campeões            | Não possui            | 1 (1982)              | Não possui                 | Não possui                 |
| Campeonato Brasileiro – Série B | 1 (1981)              | 2 (1991, 2009)        | 1 (1990)                   | Não possui                 |
| Campeonato Brasileiro – Série C | Não possui            | 2 (2008, 2016)        | Não possui                 | Não possui                 |
| Campeonato Paulista             | Não possui            | 2 (1988, 2012)        | 4 (1976, 1978, 1981, 1985) | 4 (1927, 1928, 1973, 1979) |
| Campeonato Paulista – Série A2  | 2 (1949 e 2018)       | 1 (2011)              | Não possui                 | 1 (2007)                   |

### Artilheiros

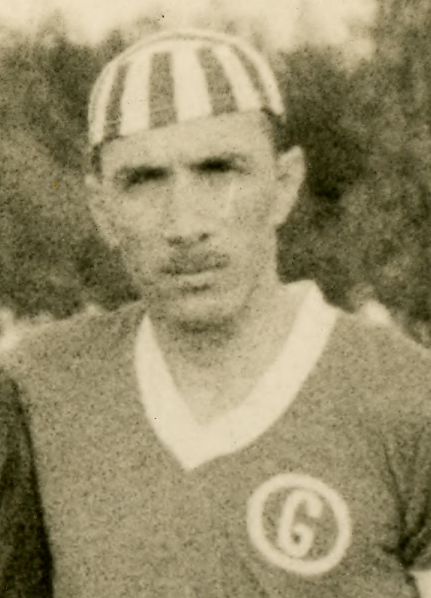
Zuza maior artilheiro do Guarani

Maiores artilheiros da história do Guarani Futebol Clube
Zuza é o maior artilheiro da história do Bugre, com 221 gols marcados. É também, o maior artilheiro do Derby Campineiro com 18 gols.
| ARTILHEIROS DO GUARANI | ARTILHEIROS DO GUARANI | ARTILHEIROS DO GUARANI | ARTILHEIROS DO GUARANI |
|                        | Jogador                | Gols                   |                        |
| ---------------------- | ---------------------- | ---------------------- | ---------------------- |
| 1º                     | Zuza                   | 221                    |                        |
| 2º                     | Nenê                   | 137                    |                        |
| 3º                     | Careca                 | 118                    |                        |
| 4º                     | Augusto                | 104                    |                        |
| 5º                     | Zequinha               | 95                     |                        |
| 6º                     | Roberto Caco           | 93                     |                        |
| 7º                     | Fumagalli              | 90                     |                        |
| 8º                     | Jorge Mendonça         | 88                     |                        |
| 9º                     | Villalobos             | 87                     |                        |
| 10º                    | Fifi                   | 84                     |                        |

Outros destaques
| GRANDES ATACANTES REVELADOS |
| Jogador                     |
| --------------------------- |
| Amoroso                     |
| Luizão                      |
| Evair                       |
| João Paulo                  |
| Jonas                       |

## Fatos e feitos
- O Bugre possui o recorde de público de Campinas, com 52 002 pessoas, no jogo Guarani versus Flamengo, em 1982 (a capacidade divulgada naquela época era de 53 mil, diminuída para proporcionar maior conforto e segurança).

- O Guarani também possui vantagem no chamado Derby Campineiro. São 191 partidas disputadas com 66 vitórias, 62 empates e 63 derrotas, além de um resultado desconhecido.

- A revista Placar, que, ao final de cada Campeonato Brasileiro, concede o troféu Bola de Prata aos melhores jogadores em cada posição, já premiou atletas bugrinos em diversas ocasiões, a saber:
  - 1975: Amaral (zagueiro) e Ziza (atacante);
  - 1982: Lúcio (atacante) e Careca (atacante);
  - 1985: Edmar (artilheiro);
  - 1986: Ricardo Rocha (zagueiro) e João Paulo (atacante);
  - 1993: Djalminha (meio-de-campo);
  - 1994: Jorge Luís (zagueiro), Amoroso (atacante, artilheiro e Bola de Ouro de melhor jogador) e Luizão (atacante).

- Artilheiros do Campeonato Brasileiro com a camisa do Guarani: Edmar (1985, 20 gols) e Amoroso (1994, 19 gols).

- Artilheiros do Campeonato Paulista: Jorge Mendonça (1981, 38 gols), Evair (1988, 19 gols) e Rubem (1990, 12 gols).

- Artilheiro da Taça Libertadores da América: Miltão (1979, 6 gols).

- No Campeonato Brasileiro de 1982 o ataque formado por Lúcio, Jorge Mendonça, Ernani Banana e Careca fez 63 gols em 20 jogos, estabelecendo o recorde de média de gols em Brasileiros que se mantém: 3,15 gols por partida.

- Também pertence, ao Guarani, o recorde de vitórias consecutivas em campeonatos brasileiros: doze, estabelecido em 1978.

- O Bugre disputou a Taça Libertadores da América em três ocasiões. Em 1979, foi quarto colocado, em 1987 chegou à segunda fase, e, em 1988, às oitavas de final. O Guarani também participou da extinta Taça Conmebol em 1995.

- O Guarani mantém equipes de modalidades como taekwondo, ginástica olímpica, natação, tênis, basquete, vôlei e futebol feminino, que freqüentemente representam a cidade de Campinas nos Jogos Abertos do Interior.

- Embora a reunião de formação do clube tenha sido em 1 de abril, os fundadores do Guarani teriam resolvido que a agremiação só passaria a existir no dia seguinte, a fim de evitar gozações com o Dia da mentira. Por esse motivo, teriam estabelecido que a data oficial de fundação do Bugre seria o dia 2 de abril de 1911.

- O Estádio Brinco de Ouro da Princesa ganhou esse nome graças a uma matéria feita por João Caetano Monteiro Filho para o jornal Correio Popular, quando seu projeto ainda estava na maquete. Ao visualizar as feições circulares do então futuro estádio, o jornalista achou que ele tinha o formato de um brinco. Como a cidade de Campinas é conhecida pelo apelido de "Princesa D'Oeste", João Caetano escreveu uma matéria com a manchete Brinco de Ouro para a Princesa. A alcunha se popularizou e acabaria por se tornar o nome oficial do estádio do Guarani.

- O Guarani e o Botafogo (SP) foram os únicos clubes do interior que cederam os seus estádios para jogos da Seleção Brasileira. Em 1990, no jogo Brasil versus Bulgária, ocorreu o segundo maior público do Brinco (51 720 pagantes).

- O Guarani é o único clube do interior que já foi campeão brasileiro: em 1978, ao vencer o Palmeiras nos 2 jogos finais.

- O Bugre possui, hoje, a maior bandeira (bandeirão) dos times do interior e a 6ª maior do Brasil, com 140 x 40 metros. Ela estreou no último jogo do time na série B do Campeonato Brasileiro, em 2009, quando retornou a elite do futebol brasileiro em 2010.

- No dia 23 de outubro de 2016, o Guarani obteve uma vitória histórica de 6 a 0 contra o ABC de Natal no jogo de volta da semifinal do Série C após perder na casa do adversário por 4 a 0, conseguindo uma improvável reversão de resultado.

- Muitos atletas que se consagraram no Bugre também se consagraram no Corinthians: Amaral (zagueiro), Zenon, Neto (meias), João Paulo, Luizão e Edmar (atacantes).

- Francisco Santana, o Fifi, décimo maior goleador da história do clube, foi o primeiro atleta atuando com a camisa do Guarani, a ser convocado para a Seleção Brasileira — disputou o Campeonato Sul-americano Juvenil em Caracas, em 1954.

- Em uma quarta-feira, 18 de novembro de 1964, na partida válida pelo segundo turno do Campeonato Paulista de Futebol de 1964, o Guarani goleou o Santos de Mengálvio, Coutinho, Pelé e Pepe, pelo placar de 5 a 1, no Brinco de Ouro. Os gols da partida foram anotados por: Carlinhos, Ditinho (contra) para o Santos, Joãozinho, Babá, Américo Murolo (rebatida de um pênalti) e Nelsinho.

## Ranking da CBF
Ranking criado pela Confederação Brasileira de Futebol para pontuar todos os clubes do Brasil.
- Atualizado em 12 de dezembro de 2019[29]

| Posição | Pontuação |
| 42º     | 3 477     |

## Torcida
A torcida bugrina é considerada, em muitas pesquisas oficiais (Correio Popular, EPTV, RMC, entre outros meios de comunicação), a maior torcida do interior do Brasil, ou seja, retirando-se, dos dados, os clubes de capitais estaduais e o Santos Futebol Clube. Apresenta a melhor média de público do interior do Brasil, mesmo estando em divisões de acesso, desde 2012.
O Guarani possui, hoje, três torcidas organizadas em atividade: a Fúria Independente (desde 1995), considerada a maior torcida organizada do interior do Brasil, a Torcida Jovem do Guarani (desde 1984) e também a torcida Guerreiros da Tribo (desde 1976), a torcida organizada mais antiga do clube ainda em atividade.

## Rivalidade
Derby Campineiro

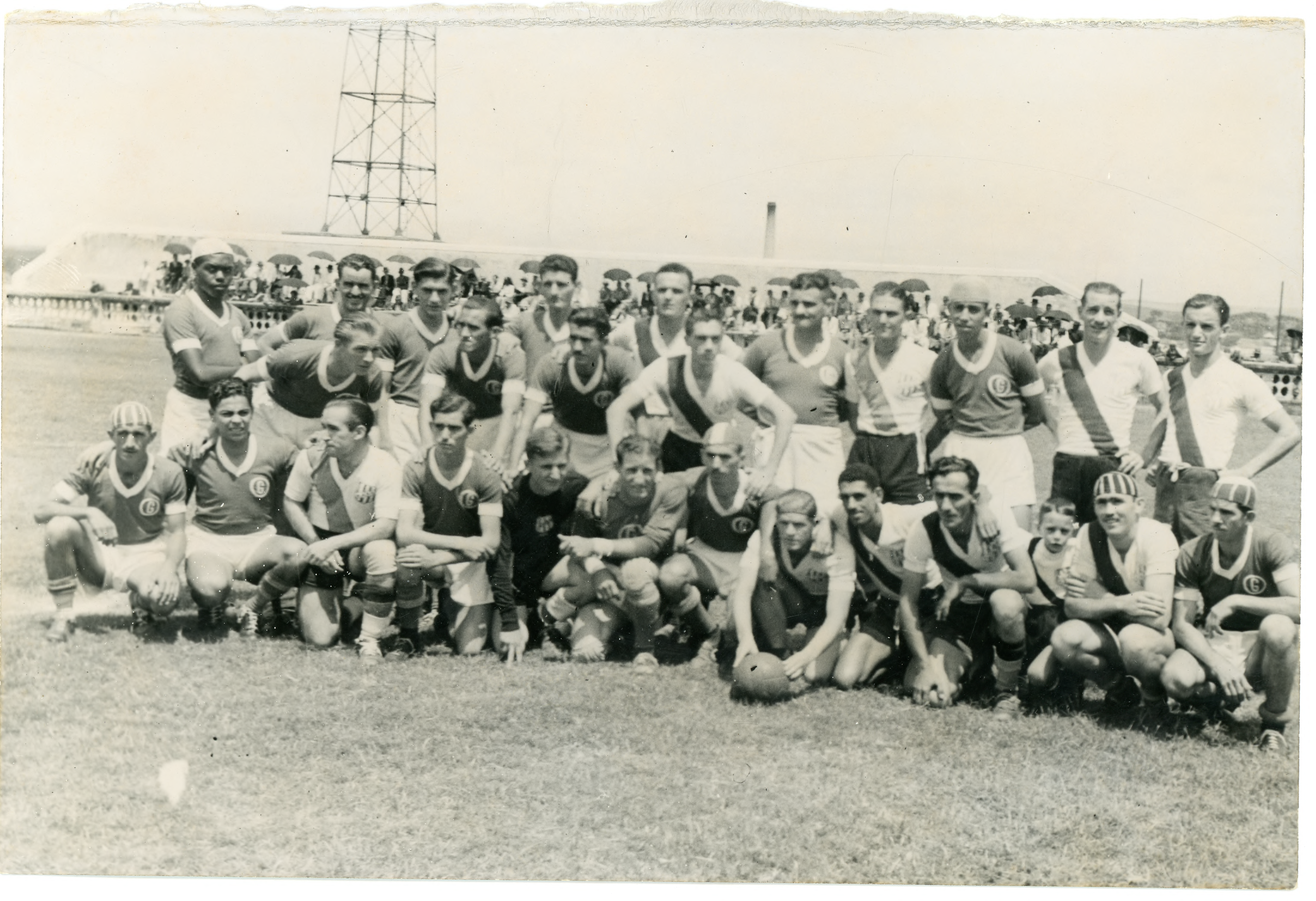
Derby realizado em 1948 no Estádio Cerecamp

O Derby ou Dérbi Campineiro é o nome dado para o clássico centenário entre Guarani e Ponte Preta, possivelmente a maior rivalidade entre clubes do interior do Brasil.
O primeiro dérbi foi realizado no dia 24 de março de 1912 e não há registro do resultado, que permanece desconhecido, sendo este o clássico de futebol mais antigo do Estado de São Paulo.
Curiosamente, o maior público registrado do dérbi ocorreu fora de Campinas. Em 3 de junho de 1979, o Bugre derrotou o rival por 2 a 0 no Estádio do Pacaembu com a presença de 38.948 torcedores.
Talvez o dérbi mais importante da história desta rivalidade tenha ocorrido em um domingo, 29 de abril de 2012. A partida era válida pela semifinal do Campeonato Paulista de 2012, no qual o Guarani, de virada, venceu a rival por 3 a 1, no Estádio Brinco de Ouro, classificando-se para a final daquele campeonato.
Última atualização: Guarani 1-0 Ponte Preta – 02 de setembro de 2023
| Jogos | Vitórias do Guarani | Empates | Derrotas do Guarani | Resultado desconhecido | Gols marcados | Gols sofridos |
| ----- | ------------------- | ------- | ------------------- | ---------------------- | ------------- | ------------- |
| 206   | 70                  | 68      | 67                  | 1                      | 272           | 269           |

## Presidentes
| - 1911–1912: Vicente Matallo - 1913: Vicente Matallo – Pompeo de Vito – Mário Branco de Godoy - 1914: Antonio de Sousa Letro – Pompeo de Vito - 1915–1917: Pompeo de Vito - 1918: Armando Sarnes – Pompeo de Vito - 1919: Júlio dos Santos Mota – Antonio Alberti – Carmine Alberti - 1920–1921: Carmine Alberti - 1922–1923: Antonio Albino Júnior - 1924: José de Queirós Teles - 1925: Galdino de Morais Alves – José Ferreira de Godoy - 1926: Dr. Lúcio Pereira Peixoto – Benedicto da Cunha Campos - 1927: Benedito da Cunha Campos - 1928: Vladimir Varanda – Ítalo Franceschini - 1929: Augusto de Carvalho Asbahr - 1930: Dr. Romeu Tórtima – Dr. Arnaldo de Campos - 1931: Alexandre Chiarini - 1932: Frederico Borghi - 1933: Dr. Romeu Tórtima - 1934: Augusto de Carvalho Asbahr - 1935–1936: João Mezzalira - 1937: Vicente Torregrossa - 1938–1939: Dr. Januário Pardo Mêo - 1939–1940: Prof. Floriano de Azevedo Marques - 1941: Dr. Sebastião Otranto - 1942: Jaime Serra – João Mezzalira - 1943: Alfredo Ribeiro Nogueira - 1944: Cesar Contessotto - 1945: Cesar Contessotto – Guilmer Cury Zakia - 1946: Artemiro Caruzo Andreoli - 1947: Sebastião Otranto – Emílio Porto | - 1948: Dr. Romeu Tórtima - 1949: Nilo de Rezende Rubim – Cesar Contessotto - 1950: Cesar Contessotto – Dr. Romeu Tórtima - 1951: Isolino Ferramola - 1952: Dr. Romeu Tórtima - 1953: Dr. Rui Vicente de Mello – Cesar Contessoto - 1954: Dolor de Oliveira Barbosa - 1955: Miguel Moreno - 1956: Esmeraldino Antunes Barreira - 1957: Emílio Porto - 1958: Jaime Silva - 1959: Mário Brocchi - 1960–1962: Jaime Silva - 1963: Jamil Gadia - 1964: Jaime Silva - 1965: Miguel Moreno - 1966: Eder Guimarães Leme - João Motta - 1967: Jaime Silva - Manoel Marques Paiva – Eduardo José Farah - 1968–1969: Miguel Moreno - 1970–1977: Leonel Almeida Martins de Oliveira - 1978–1979: Ricardo Chuffi - 1980–1983: Antonio Tavares Jr. - 1984–1987: Leonel Almeida Martins de Oliveira - 1988–1999: Luiz Roberto Zini - 1999–2006: José Luiz Lourencetti - 2006–2011: Leonel Almeida Martins de Oliveira - 2011–2012: Marcelo Mingone - 2012–2014: Álvaro Negrão de Lima - 2014–2017: Horley Senna - 2017–2020: Palmeron Mendes Filho - 2019–2020: Ricardo Miguel Moisés - 2020–2023: Ricardo Miguel Moisés - 2024: André Marconatto |

## Diretoria
Associados que compõe o Conselho Administrativo do clube
| Presidente      | Ricardo Miguel Moisés  |
| Vice-Presidente | Anaílson Batista Neves |
| Conselheiro     | André Marconatto       |
| Conselheiro     | Felipe Ramos Roselli   |
| Conselheiro     | João Alexandre Moreira |
| Conselheiro     | Marcos José Lena       |
| Conselheiro     | Rubens Vicente Junior  |

### Departamento de Futebol
Lista dos profissionais que compõe o Departamento de Futebol do clube em 2023
| Michel Alves    | Superintendente de Futebol |
| Sérgio do Prado | Gerente de Futebol         |
| Pedro Soriano   | Supervisor de Futebol      |

| Marcelo Fernandes       | Treinador             |
| Ricardo Chuva           | Auxiliar Técnico      |
| Marcelo Rohling         | Preparador físico     |
| Fernando Maestri        | Preparador físico     |
| Gustavo Scalese         | Treinador de goleiros |
| Rafael Grazioli         | Fisiologista          |
| Kaike Miotto            | Nutricionista         |
| Mauricio da Silva       | Massagista            |
| Marcos Amstalden Barros | Médico                |
| Tiago Portes Tonon      | Médico                |
| Dojival                 | Roupeiro              |

## Elenco atual
Última atualização: 28 de abril de 2024
Legenda:
- : Capitão
- : Prata da casa
- : Jogador no DM
- : Jogador suspenso
- : Jogador emprestado

## Ídolos
Legenda:
- : Jogador que disputou a Copa do Mundo de 1986 atuando pelo Guarani